# Parotermes insignis
Parotermes insignis (лат.) — ископаемый вид термитов рода Parotermes (семейство Archotermopsidae). Обнаружен в эоценовых отложениях Флориссанта (США, Колорадо). Возраст находки около 35 млн лет. Один из древних видов термитов.

## Описание
Длина переднего крыла 13,3 мм, размер тела 11,5×24,5 мм. Вид Parotermes insignis был впервые описан в 1883 году Сэмюэлем Хаббардом Скаддером (Samuel Hubbard Scudder; 1837—1911, американским энтомологом, палеонтологом и коллекционером, открывшим и описавшим примерно 2000 видов членистоногих) вместе с таксоном Reticulitermes fossarum, Zootermopsis coloradensis, Proelectrotermes fodinae, Prokalotermes hagenii и другими.
Другие сестринские таксоны: Hodotermopsis Holmgren, 1911, †Archotermopsis tornquisti K. von Rosen, 1913.